# Ontherus virescens
Ontherus virescens är en skalbaggsart som beskrevs av Lucas 1859. Ontherus virescens ingår i släktet Ontherus och familjen bladhorningar. Inga underarter finns listade i Catalogue of Life.